# Yann Labrit
Pas d'image ? Cliquez ici

a Compétitions nationales et continentales officielles uniquement.

Dernière mise à jour le 28 juin 2023.
Yann Labrit, né le 15 septembre 1979 à Orthez, est un joueur français de rugby à XV qui évolue au poste de troisième ligne aile ou troisième ligne centre.
Il a évolué à la Section paloise, à l'US Tours, à l'US Oyonnax, au CS Bourgoin-Jallieu et enfin avec le Pays d'Aix RC.

## Palmarès
- Vainqueur du Championnat de France junior Crabos en 1998 avec la Section paloise.
- Finaliste du Challenge européen 2009 avec le CS Bourgoin-Jallieu.